# Hugh Elliot
Hugh Elliot (6 avril 1752 - 1er décembre 1830) est un diplomate britannique puis un gouverneur colonial.

## Éducation et début de carrière
Hugh Elliot est né le 6 avril 1752, deuxième fils de Sir Gilbert Elliot et frère cadet de Gilbert Elliot-Murray-Kynynmound, 1er comte de Minto. Hugh et Gilbert sont éduqués ensemble, d'abord par un tuteur privé, puis entre 1764 et 1766 à Paris, où ils sont encadrés par le philosophe et historien écossais David Hume et où Hugh noue une amitié avec Honoré-Gabriel Riqueti de Mirabeau. En 1768, à l'âge de 16 ans, Hugh entre à Christ Church, Université d'Oxford, mais la quitte après seulement deux ans pour terminer ses études militaires à Metz.
Après cela, à l'âge encore jeune de 18 ans, Hugh Elliot prend une commission dans l'armée russe en tant qu'officier et combat dans la campagne contre les Turcs dans les Balkans. Selon les papiers de la famille, à un moment donné, Elliot est forcé de nager dans le Danube en tenant la queue d'un cheval monté par un cosaque.

## Carrière diplomatique
À 21 ans, en grande partie grâce à l'influence de son père, il prend un poste diplomatique en tant que ministre plénipotentiaire britannique auprès du duché de Bavière. Quatre ans plus tard, il est nommé ambassadeur britannique auprès de Frédéric le Grand en Prusse. Il développe une réputation de grand esprit social, mais travaille dur pour vaincre les supplications des diplomates américains pendant la Guerre d'indépendance des États-Unis.
À Berlin, il épouse sa première femme, Charlotte von Kraut, mais lorsqu'elle commet un adultère, il défie son amant en duel. Lui-même est blessé dans le duel, mais reçoit des excuses écrites de son protagoniste. Le scandale va le hanter plus tard au cours de sa carrière, et est le plus souvent cité comme la raison pour laquelle, malgré une carrière exceptionnelle dans le service diplomatique, il n'a jamais reçu la chevalerie coutumière.
Elliot sert ensuite à Copenhague de 1782 à 1791, période pendant laquelle sa réputation grimpe en flèche car il est crédité d'avoir arrêté la guerre entre la Suède et le Danemark et pour avoir aidé Gustave III à réintroduire l'absolutisme en Suède. Peu de temps après son arrivée à Copenhague, il entend des rapports sur l'infidélité persistante de sa femme, restée à Berlin avec leur fille. Il décide qu'il ne permettrait pas à leur enfant de rester avec sa mère et réussi à procéder personnellement à son enlèvement à Berlin et à la ramener à Copenhague avec lui .
En 1792, Elliot est nommé ambassadeur britannique à l'électorat de Saxe à Dresde. Peu avant cela, il épouse sa deuxième femme, Margaret Jones, qui est de 20 ans sa cadette.
En 1803, Elliot est envoyé à Naples, qui est alors la capitale du royaume de Naples, où il vit dans des circonstances orageuses jusqu'à son rappel en 1806. Après son rappel, la famille endure une période de difficultés financières considérables où aucun poste n'est trouvé pour le diplomate pendant une période de trois ans, mais à la mort de Lord Lavington, Elliot est nommé gouverneur des îles sous le vent de 1809 à 1814.
Elliot est un abolitionniste reconnu. Alors qu'il est gouverneur des îles Sous le vent, il aurait été le moteur de l'arrestation, du procès et de l'exécution d'Arthur Hodge pour le meurtre d'un esclave dans les îles Vierges britanniques. Son beau-frère, Lord Auckland, présente le projet de loi qui deviendra le Slave Trade Act 1807 devant la Chambre des lords.
En 1814, il est nommé conseiller privé. De 1814 à 1820, Elliot est gouverneur de Madras.
Lady Elliot Island, dans le Queensland, en Australie, porte le nom de l'épouse du gouverneur.

## Famille
Elliot s'est marié deux fois : 
1) en 1778, divorcé en 1783, Charlotte von Kraut avec une fille
- Isabella Elliot (mariée à George Payne en 1810, décédée en 1826)

2) en 1792, Margaret Jones (décédée le 2 mars 1819), avec neuf enfants:
- Theodore Henry Elliot (décédé le 2 avril 1842)
- Emma Elliot (décédée le 10 août 1866), qui épouse Sir Thomas Hislop (1er baronnet)
- Edward Francis Elliot (décédé le 11 juin 1866)
- Caroline Elliot
- Hugh Maximilian Elliot (cir 1798 - décédé le 1er janvier 1826 Calcutta, Inde  )
- Harriet Agnès Elliot
- Gilbert Elliot (17 mars 1800-11 août 1891)
- Charles Elliot (1801-9 septembre 1875)
- Thomas Frederick Elliot (15 juillet 1808 - 12 février 1880)

Elliot est mort à son domicile à Somerset Street, Londres le 1er décembre 1830 peu de temps après s'être couché et est enterré, avec son frère, à l'abbaye de Westminster.